# سیارک ۴۸۷۸
سیارک ۴۸۷۸ (به انگلیسی: 4878 Gilhutton، نامگذاری:1968OF) چهار هزار و هشتصد و هفتاد و هشتمین سیارک کشف شده‌است که در ۱۸ ژوئیه ۱۹۶۸ کشف شد.